# جاده موگلی
«جادهٔ موگلی» (به انگلیسی: Mowgli's Road) ترانه‌ای توسط هنرمند اهل بریتانیا مارینا و دیاموندز از اولین آلبوم استودیویی او جواهرات خانوادگی است که در ۱۳ نوامبر ۲۰۰۹ منتشر شد.